# ترون: الإرث
ترون: الإرث (بالإنجليزية: Tron: Legacy)‏ هو فيلم خيال علمي أمريكي من إنتاج أفلام والت ديزني ،الفيلم من بطولة جيف بريدجز وأوليفيا وايلد ، الفيلم هو الجزء الثاني لفيلم ترون الذي صدر في 1982 , صور الفيلم بتقنية 3D وتم استخدام تقنية مفتاح الكروما بالإضافة لتقنيات أخرى، موسيقى الفيلم كانت من تأليف فرقة دافت بانك الفرنسية .

## وصلات خارجية
- الموقع الرسمي
- ترون: الإرث على موقع IMDb (الإنجليزية)
- ترون: الإرث على موقع ميتاكريتيك (الإنجليزية)
- ترون: الإرث على موقع الموسوعة البريطانية (الإنجليزية)
- ترون: الإرث على موقع روتن توميتوز (الإنجليزية)
- ترون: الإرث على موقع نتفليكس (الإنجليزية)
- ترون: الإرث على موقع قاعدة بيانات الأفلام العربية
- ترون: الإرث على موقع ألو سيني (الفرنسية)
- ترون: الإرث على موقع Turner Classic Movies (الإنجليزية)
- ترون: الإرث على موقع أول موفي (الإنجليزية)
- ترون: الإرث على موقع بوكس أوفيس موجو (الإنجليزية)